# Дружба та братство — найбільше багатство (набір монет)
"Набір із двох срібних монет «Дружба та братство — найбільше багатство» — набір пам'ятних срібних монет номіналом 10 гривень та 10 злотих, введена Національним банком України та Національним банком Польщі в День незалежності України 24 серпня 2023 року.
Монети належать до серії «Безсмертна моя Україно». Монета була презентована Головою Національного банку Андрієм Пишним під час зустрічі з Надзвичайним і Повноважним Послом Республіки Польща в Україні Бартошем Ціхоцьким.

## Опис та характеристики монети
| Номінал грн. | Метал            | Маса, грам                | Якість виготовлення | Гурт    | Тираж, штук                                                            |
| ------------ | ---------------- | ------------------------- | ------------------- | ------- | ---------------------------------------------------------------------- |
| 10           | срібло 999 проби | 31,1 кожна і 62.2 загалом | пруф                | гладкий | 10 000 (у тому числі 5 000 штук для України, до 5 000 штук для Польщі) |

Спільний випуск набору показує солідарність народів Польщі та України в умовах російської агресії проти України. Кожна з монет є законним плнтіжним засобом у відповідній країні: гривня в Україні, а злотий у Польщі.
По половині монет виготовлено Банкнотно-монетним двором НБУ та Польським монетним двором (Mennica Polska S.A.).

### Аверс монети номіналом 10 гривень
На аверсі монети угорі на тлі стилізованого синьо-жовтого прапора, створеного з використанням тамподруку, розміщено малий державний Герб України, угорі ліворуч — напис «УКРАЇНА» та логотип Банкнотно-монетного двору Національного банку України. В центрі на тлі декоративно-художньої композиції, що відтворює жахи війни розташовано написи «31,1» — маса, рік карбування монети — «2023», позначення металу та його проби — «Ag 999»; номінал — «10» та графічний символ гривні.

### Аверс монети номіналом 10 злотих
На аверсі монети угорі на тлі стилізованого біло-червоного прапора Республіки Польща, створеного з використанням тамподруку, зображення орла праворуч від якого рік карбування «2023» та напис півколом «RZECZPOSPOLITA POLSKA». На тлі декоративно-художньої композиції, що символізує допомогу, підтримку та співчуття розташовано номінал — «10» та графічний символ польського злотого, а унизу — логотип Банкнотно-монетного двору Національного банку України.

### Реверс монет
На реверсах монет зображено символічні постаті українця (на монеті номіналом 10 гривень) і поляка (на монеті номіналом 10 злотих), які сидять за одним столом, накритим скатертиною, і діляться хлібом (на монеті 10 гривень) та вином (на монеті 10 злотих). Символічна композиція символізує розділ хлібу та означає жити в добрі і злагоді, побрататися, допомогти у скруті, розламати хліб — розділити долю, найвища ступінь прихильності і приязні. Сидіти за одним столом і пити вино з однієї чаші означає взаємну любов і повагу. Пиття зі спільної чаші символізує єднання, побратимство.
Якщо дві монети скласти разом, орнамент у нижній частині утворює квітку — символ надії, життя та розвитку. На реверсі монет розміщено написи півколом: «ДРУЖБА ТА БРАТСТВО — НАЙБІЛЬШЕ БАГАТСТВО» (на монеті номіналом 10 гривень) та «PRZYJAZN I BRATERSTWO TO NAJWIEKSZE BOGACTWO» (на монеті номіналом 10 злотих).

## Автори
- Художник: Таран Володимир;
- Скульптор: Атаманчук Володимир.

## Вартість монети
Фактична приблизна вартість монети, з роками змінювалася так:
| Рік        | 2024   | 2025   | 2026 |
| ---------- | ------ | ------ | ---- |
| Ціна, грн. | 10 800 | 11 800 |      |